# 중천 (영화)
"중천"은 2006년에 개봉한 대한민국의 판타지 액션 영화이다.

## 캐스팅
- 정우성 : 이곽 역
- 김태희 : 소화 역
- 허준호 : 반추 역
- 박상욱 : 여위 역
- 소이현 : 효 역
- 김광일 : 웅귀 역
- 유하준 : 웅걸 역
- 박정학 : 창부신 역
- 신철진 : 촌장 역
- 정석용 : 중천 사내 역
- 조재윤 : 하급 천인 역
- 윤원석 : 불만 귀족 역
- 유학승 : 중천 무장 역
- 장혁진 : 주민 1 역
- 최홍일 : 귀족 자재 1 역
- 조선묵 : 귀족 자재 2 역
- 정욱 : 천혼 역 (특별출연)

## 수상
- 2007년 제25회 브뤼셀 판타스틱 영화제
  - 은까마귀상 - 조동오
- 2007년 제30회 황금촬영상
  - 촬영상(동상) - 김영호
- 2007년 제44회 대종상
  - 미술상 - 김기철
  - 영상기술상 - DTI 외 3명
- 2007년 제28회 청룡영화상
  - 기술상 - DTI
  - 인기스타상 - 김태희